# Wolfgang Kraus
Wolfgang Kraus (født 20. august 1953 i Frankfurt am Main, Vesttyskland) er en tysk tidligere fodboldspiller (midtbane).
Kraus startede sin karriere hos Eintracht Frankfurt i sin fødeby, og spillede senere også for Bayern München samt schweiziske FC Zürich. Hos Bayern München var han med til at vinde to tyske mesterskaber og to DFB-Pokaler, mens det hos Frankfurt blev til to pokaltitler.

## Titler
Bundesligaen
- 1980 og 1981 med Bayern München

DFB-Pokal
- 1974 og 1975 med Eintracht Frankfurt
- 1982 og 1984 med Bayern München